# Episodi di Black Spot (seconda stagione)
La seconda stagione della serie televisiva Black Spot, composta da 8 episodi, è stata trasmessa dall'11 febbraio al 25 febbraio 2019 su France 2.
In Italia, la stagione è stata interamente distribuita su Netflix il 14 giugno 2019.
| n. | Titolo originale                            | Titolo italiano               | Prima TV Francia | Pubblicazione Italia |
| -- | ------------------------------------------- | ----------------------------- | ---------------- | -------------------- |
| 1  | Comment nous vivons maintenant (part 1 e 2) | Come viviamo ora: Parte 1 e 2 | 11 febbraio 2019 | 14 giugno 2019       |
| 2  | Comment nous vivons maintenant (part 1 e 2) | Come viviamo ora: Parte 1 e 2 | 11 febbraio 2019 | 14 giugno 2019       |
| 3  | Dans une autre vie                          | In un'altra vita              | 18 febbraio 2019 | 14 giugno 2019       |
| 4  | Coup de lune                                | L'incanto della luna          | 18 febbraio 2019 | 14 giugno 2019       |
| 5  | La jeune fille et le mort                   | La giovane e il cadavere      | 25 febbraio 2019 | 14 giugno 2019       |
| 6  | Sanctuaire                                  | Santuario                     | 25 febbraio 2019 | 14 giugno 2019       |
| 7  | Comme un chien                              | Come un cane                  | 25 febbraio 2019 | 14 giugno 2019       |
| 8  | La proie et les ombres                      | L'ombra e le prede            | 25 febbraio 2019 | 14 giugno 2019       |